# Аутотрансплантация
Аутотрансплантация, или аутологичная трансплантация — трансплантация самому себе; при ней реципиент трансплантата является его донором. Например, аутотрансплантация кожи с неповреждённых участков на обожжённые широко применяется при тяжёлых ожогах. Аутотрансплантация костного мозга или гемопоэтических стволовых клеток после высокодозной противоопухолевой химиотерапии широко применяется при лейкозах, лимфомах и химиочувствительных злокачественных опухолях.
Аутотрансплантация зуба, например зуба мудрости на место разрушенного жевательного зуба.
Аутотрансплантация большого пальца ноги на место утраченного большого пальца руки.
Аутотрансплантация кости при костной пластике перед имплантацией зубов.
Аутотрансплантация волос.
Последние достижения в очистке межклеточного матрикса от клеток с помощью процесса, называемого децеллюларизацией, позволили исследователям воссоздавать органы для аутотрансплантации с использованием собственных ИПСК клеток пациента, путём посева их на подложку из межклеточного матрикса, полученного из аллотрансплантата или путём 3D-биопринтинга.